# Farnworth
Farnworth is een plaats in het bestuurlijke gebied Bolton, in het Engelse graafschap Greater Manchester. De plaats telt 25.264 inwoners.

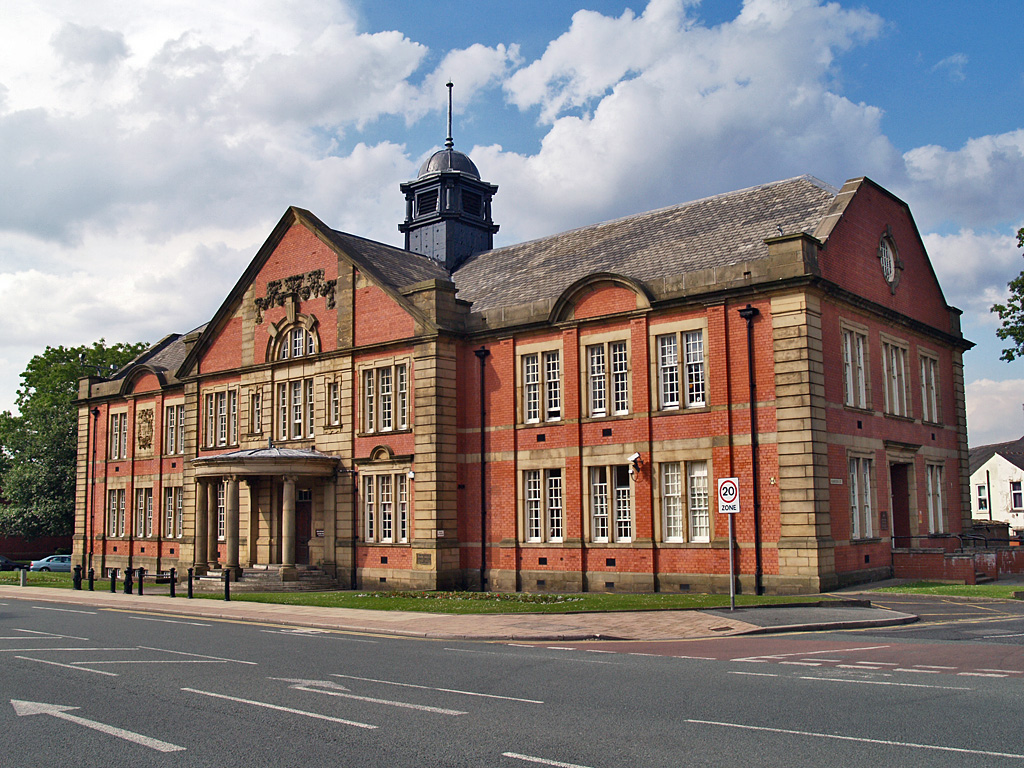
Stadhuis van Farnworth

## Geboren
- Alan Ball jr. (1945-2007), voetballer
- Paul Mariner (1953-2021), voetballer
- Judy Holt (1960), actrice